# Maremmaner Rind

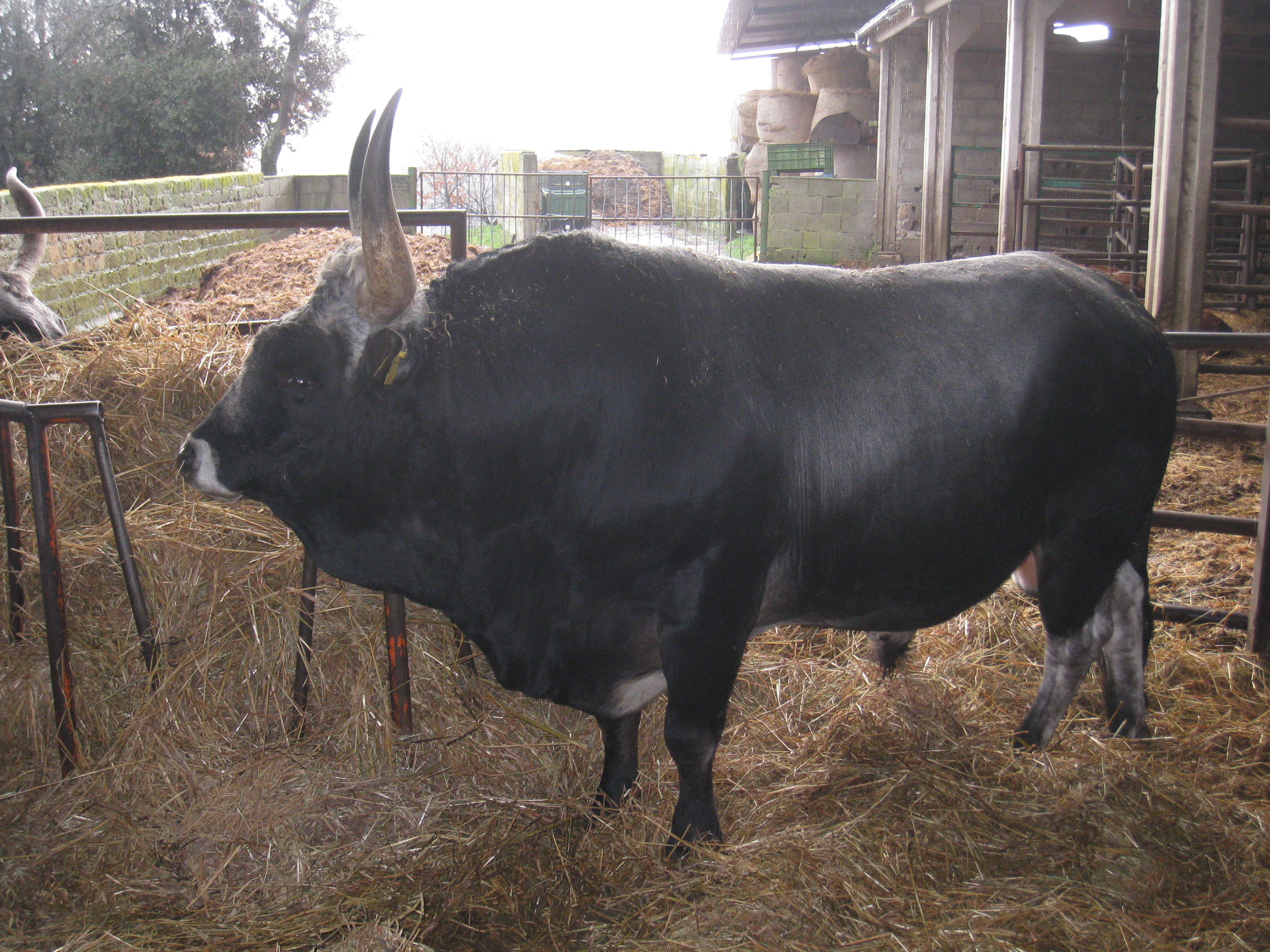
Maremmaner Bulle

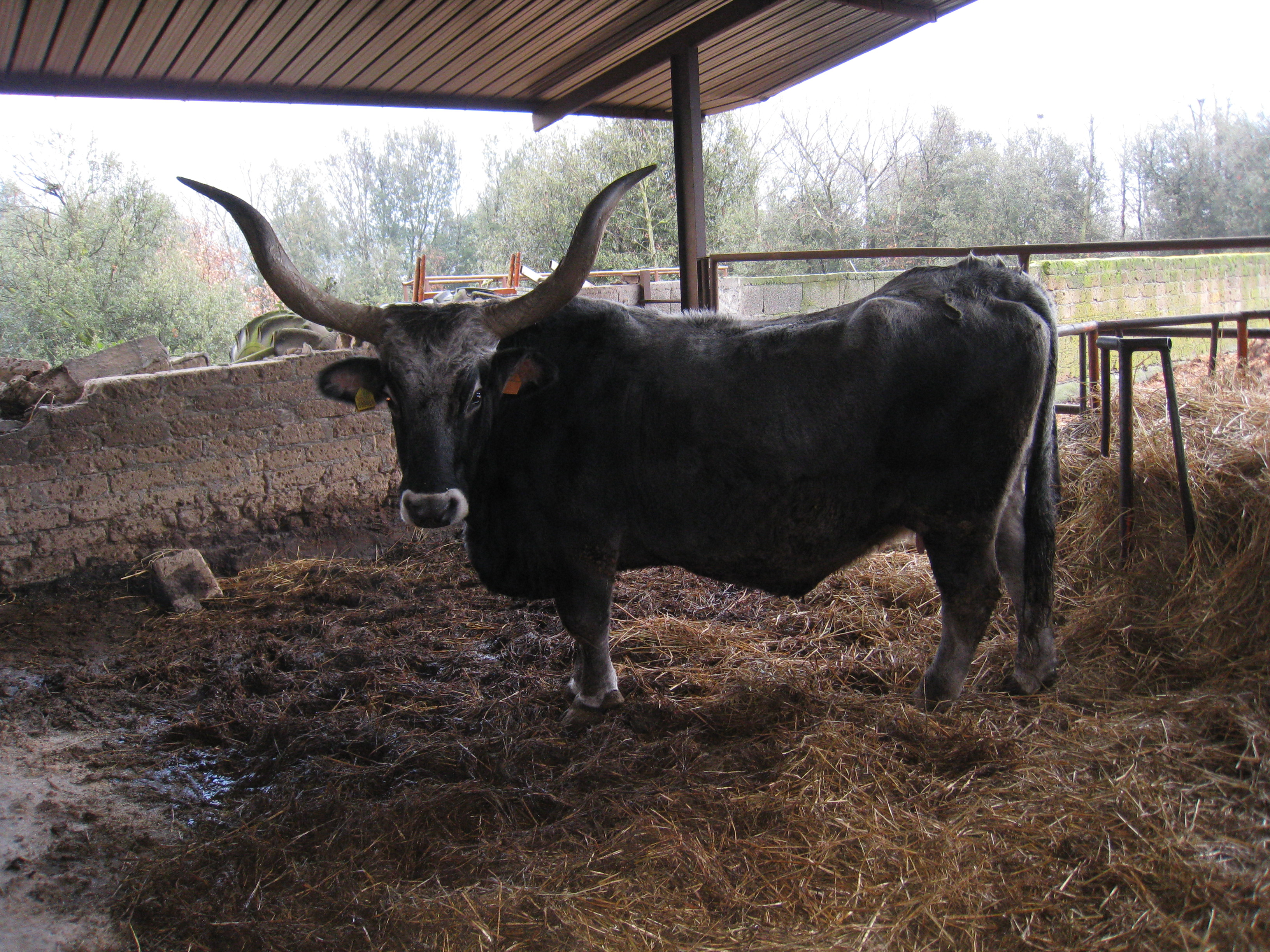
Maremmaner Kuh

Das Maremmaner Rind ist eine ursprüngliche Hausrindrasse, die in den Grassteppen der Maremmen in der südlichen Toskana und nördlichem Latium, entlang des Küstenstreifens der Provinz Grosseto und der Provinz Viterbo aufgezogen wird. Ursprüngliche Linien des Maremmana (siehe unten, Maremmana primitivo) weisen einige Merkmale des ausgerotteten Auerochsen auf, der Wildform der Hausrinder.
Die Rinder waren besonders zur Aufzucht in den ehemals mit Malaria verseuchten Gebieten geeignet. Da die Rinder sich von wilden Gräsern ernähren, gilt ihr Fleisch als besonders schmackhaft. Genetisch sind die Rinder mit den Ungarischen Steppenrindern der ungarischen Puszta verwandt.
Die besonders langhornigen Tiere, deren Hörner bis zu 100 cm Länge erreichen können, haben ein graumeliertes Fell.
Am 31. Dezember 2007 betrug die Population der Maremmaner Hausrindrasse 8.911 Tiere.

## Maremmana primitivo

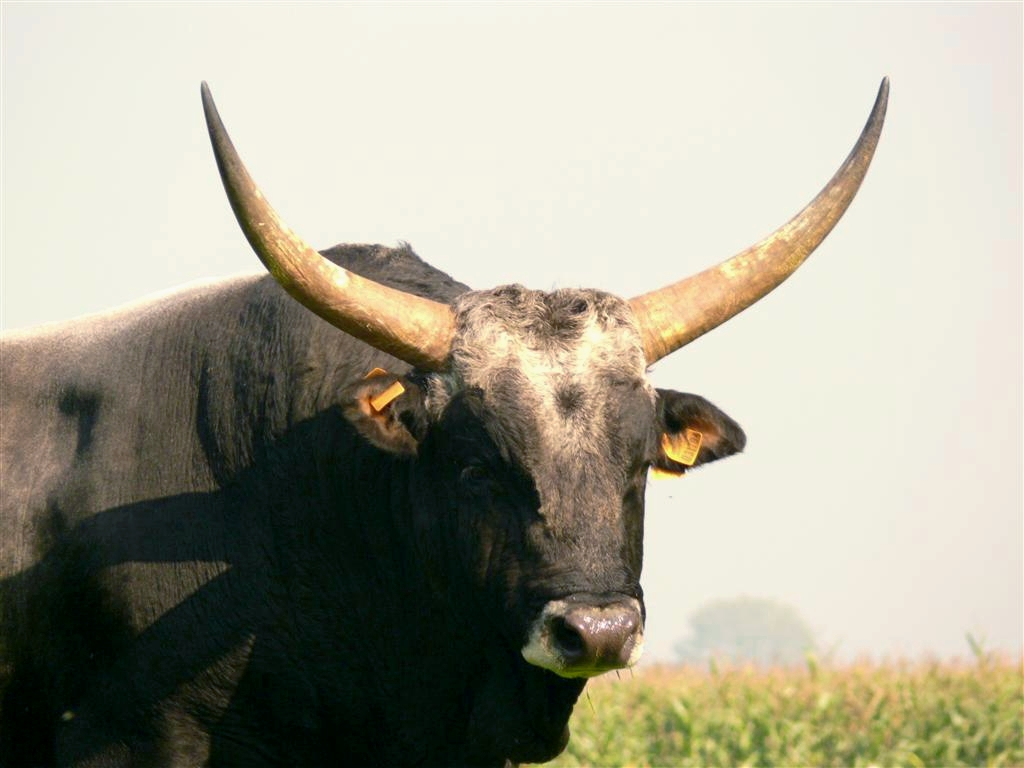
Maremmana-primitivo-Stier in den Niederlanden

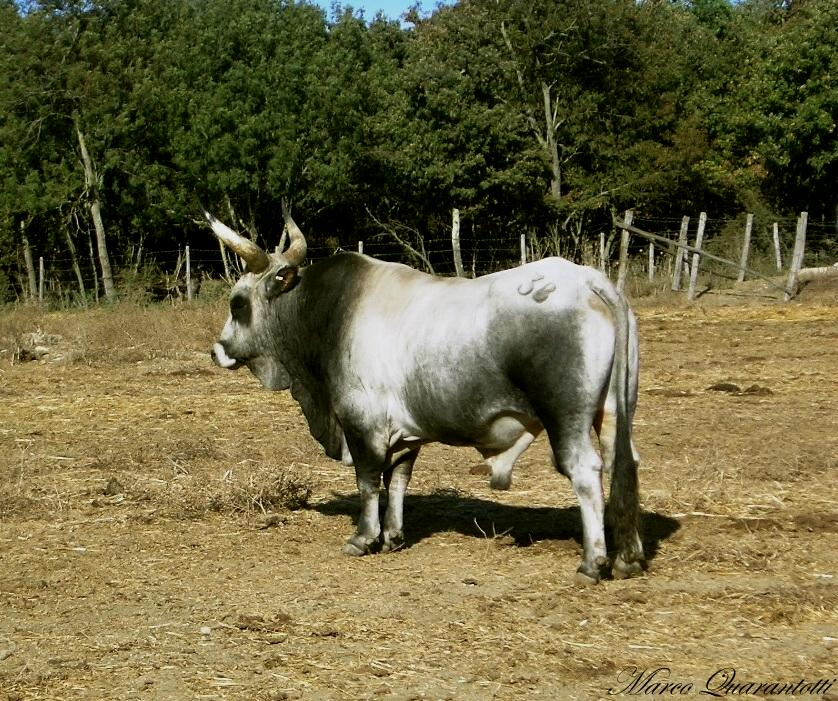
Maremmana-Bulle mit deutlichem Steppenrind-Einfluss, doch einer geschwungenen Rückenlinie und großen Hörnern

Einige Zuchtlinien des Maremmana vereinen mehr Auerochsen-Eigenschaften in sich als andere. Die besonders ursprünglichen werden als „Maremmana primitivo“  (primitivo heißt auf Italienisch ursprünglich) zusammengefasst.
Diese haben etwa weniger Einfluss des Steppenrindes in sich. So sind die Hörner wesentlich dicker, dennoch nach oben gekrümmt. Die Farbe der Bullen ist sehr dunkel bis schwarz mit einem weißen Aalstrich, während die Kühe hellgrau bis weiß sind. Maremmana primitivo haben demnach zumeist noch den farblichen Dimorphismus des Auerochsen, auch wenn ihre Fellfarbe wesentlich gräulicher ist. Beide Geschlechter verfügen über das hell umrandete Flotzmaul des Auerochsen sowie lockige Stirnhaare. Es handelt sich um hochbeinige und großgewachsene Rinder, die Bullen erreichen bis zu 170 cm Schulterhöhe. Des Weiteren verfügen die Bullen über eine geschwungene Rückenlinie, welche durch die gut ausgeprägte Schulter- und Nackenmuskulatur zustande kommt. Bei nur noch wenigen Rinderrassen ist dieses Auerochsenmerkmal ausgeprägt, wie etwa dem Spanischen Kampfrind oder Sayaguesa.
Aufgrund ihrer Ursprünglichkeit werden Maremmana primitivos im Tauros-Programm verwendet, das durch Kreuzungs- und Selektionszucht mit ursprünglichen, auerochsenartigen Rassen wie dieser, Pajuna, Sayaguesa, Tudanca und anderen ein Rind anstrebt, das phänotypisch, ökologisch und auch genotypisch dem Auerochsen so nahe wie möglich kommt.